# Balduin II av Hainaut
Balduin II av Hainaut, född 1056, död 1098, var regerande greve av Hainaut från 1071 till 1098.